# إدنا كرامر
إدنا كرامر (بالإنجليزية: Edna Kramer)‏ هي رياضياتية أمريكية، ولدت في 11 مايو 1902 في مانهاتن في الولايات المتحدة، وتوفي بنفس المكان في 9 يوليو 1984 بسبب مرض باركنسون.